# Praça da República (Braga)

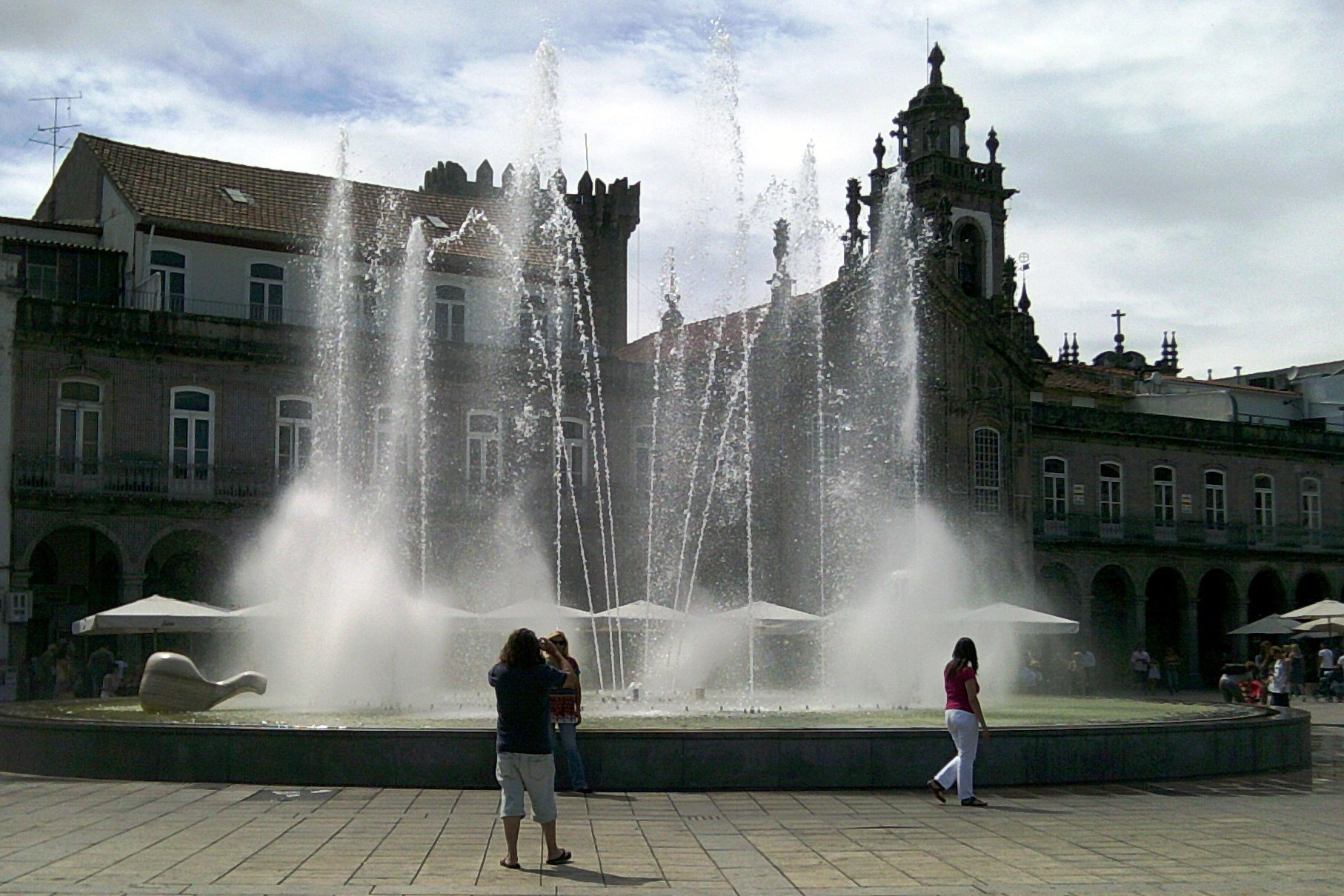
Praça da República, Braga: em primeiro plano a fonte luminosa; ao fundo a Arcada e a Igreja da Lapa.

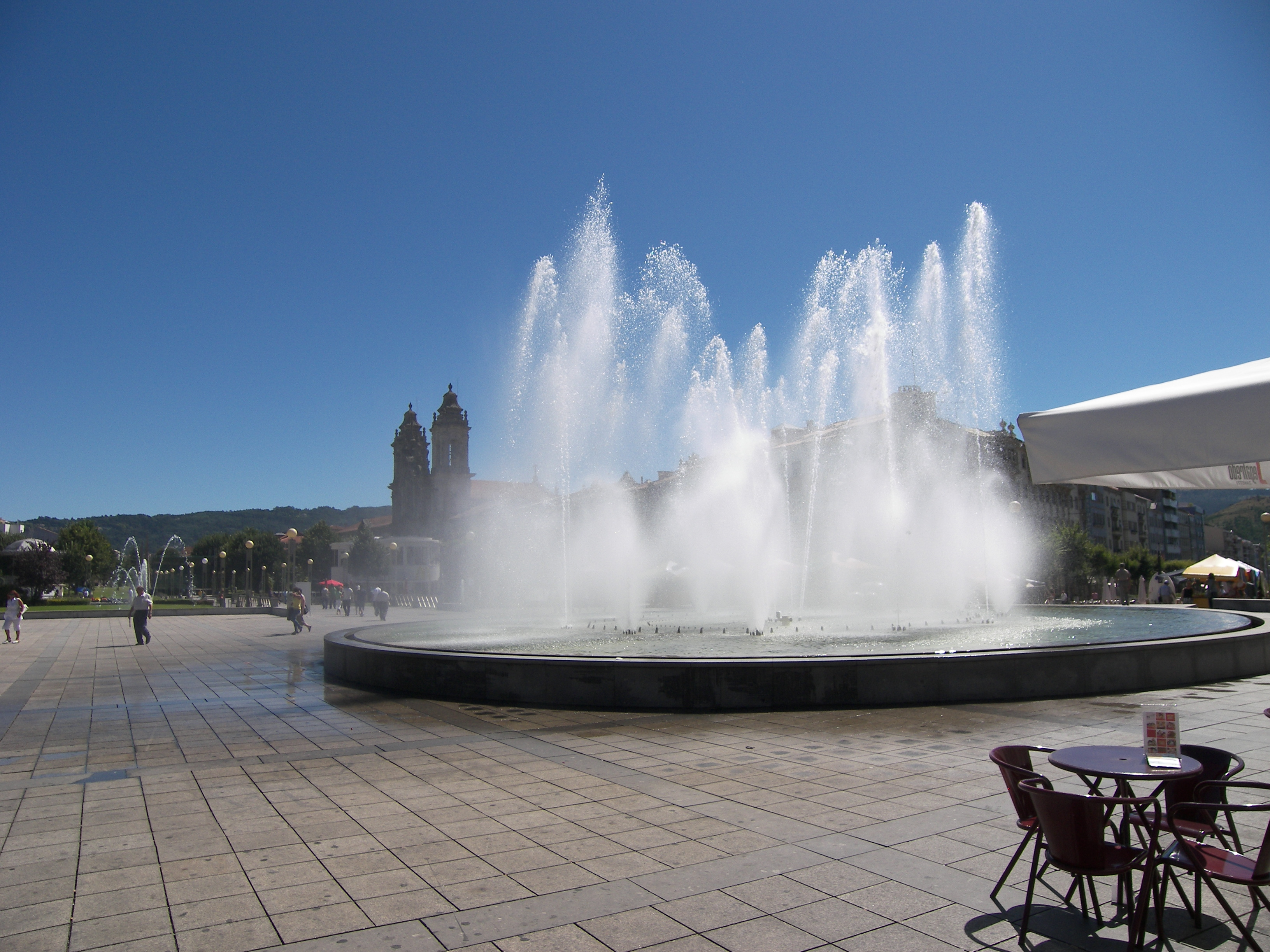
Praça da República, Braga: em primeiro plano a fonte luminosa.

A Praça da República, popularmente referida apenas como Arcada, localiza-se na freguesia de São José de São Lázaro, no centro histórico da cidade de Braga, no distrito de mesmo nome, em Portugal.
Constitui-se numa praça que se abre entre os largos de São Francisco e Barão de São Martinho e as avenidas Central e da Liberdade.

## História
A praça foi aberta em fins da Idade Média. O nome Arcada deve-se à arcada ali existente, erguida por iniciativa de D. Rodrigo de Moura Teles em 1715, no mesmo lugar de outra, anterior, que remontava à época de D. Diogo de Sousa. Era aqui, desde fins do século XVI, que eram comercializados os géneros que abasteciam a cidade. Entre 1761 e 1904 denominou-se largo da Lapa e, entre 1904 e 1910, largo Hintze Ribeiro. Finalmente, com a implantação da República Portuguesa (1910),a praça recebeu a atual designação.
O espaço foi transformado em jardim público em meados do século XIX, tendo as obras do atual edifício da arcada, com projeto do engenheiro municipal Joaquim Pereira da Cruz, sido concluídas em 1885.
A mais recente intervenção no espaço da praça teve lugar entre junho de 1994 e julho de 1995, quando lhe foi retirado o trânsito de superfície e implantada uma fonte luminosa.
Na praça localizam-se a Igreja da Lapa e dois cafés, emblemáticos, da cidade, ambos já centenários, o Café Vianna e o Astória.
Pertence também à praça o edifício do Banco de Portugal, construído em 1921 sob projecto de Moura Coutinho, no lugar onde antes existia o Teatro de São Geraldo. Ao lado esteve implantada a sede do Banco do Minho, que encerrou em colapso financeiro no fim de 1939. Foi demolida nos anos 40 e o prédio actual é ocupado pela Caixa Geral de Depósitos.